# 陽曲県
陽曲県（ようきょく-けん）は中華人民共和国山西省太原市に位置する県。

## 歴史
前漢により現在の忻州市定襄県南東部に設置された陽曲県を前身とする。後漢により県治が現在の尖草坪区陽曲鎮に遷された。隋代になると586年（開皇6年）陽直県、596年（開皇16年）に汾陽県と改称されたが、唐代が成立すると624年（武徳7年）に陽曲県と改称され現在に至る。

## 行政区画
- 鎮:黄寨鎮、大盂鎮、東黄水鎮、泥屯鎮
- 郷:高村郷、侯村郷、凌井店郷、西凌井郷、楊興郷